# Urtica pubescens
Urtica pubescens là loài thực vật có hoa trong họ Tầm ma. Loài này được Ledeb. miêu tả khoa học đầu tiên năm 1833.